# Laquintasaura
Laquintasaura (лат.) — вымерший род примитивных птицетазовых динозавров. Является первым динозавром, обнаруженным на территории Венесуэлы. Представляет собой самого раннего представителя отряда птицетазовых динозавров, открывая возможности в понимании их ранней диверсификации и происхождении данной группы динозавров. Типовой и единственный вид — Laquintasaura venezuelae.

## Открытие
В 1980-х годах группа французских палеонтологов в геологической формации Ла-Кинта в Андах обнаружили костное ложе и первые остатки динозавра на территории Венесуэлы. Эти образцы первоначально были отнесены к Lesothosaurus sp. на основании сходства нескольких элементов черепа. В течение многих лет эти остатки были размещены в Париже, а в конце 1990-х годов все образцы были возвращены в Венесуэлу и переданы на хранение в Музей биологии Университет Сулии. В декабре 1993 года ходе повторных раскопок костного ложа было обнаружено более сотни посткраниальных элементов скелета. В 2014 году на основании детального изучения окаменелостей были описаны новые род и вид Laquintasaura venezuelae. В международную группу учёных по их изучению входили: доктор и палеонтолог Музея естественной истории в Лондоне Пол Барретт, профессор Марсело Санчес-Вильягра и доктор Торстен Шейер из Университета Цюриха в Швейцарии, доктор Ричард Батлер из Бирмингемского университета в Великобритании, доктор Роланд Мундил из Геохронологического центра Беркли и доктор Рэндалл Ирмис из Музея естественной истории штата Юта в США. В настоящее время образцы хранятся в Музее биологии Университета Сулии.

## Описание
L. venezuelae был маленьким динозавром и использовал двуногий способ передвижения. Бедренная кость имеет длину 25 см; исходя из этого, общую длину животного оценивают в 1 метр. Как полагают палеонтологи, L. venezuelae мог жить в стаях, так как рядом с ним были обнаружены ещё четыре динозавра того же вида. Это делает его самым ранним примером социального поведения среди птицетазовых динозавров. Причина их гибели в одном месте неизвестна. Будучи в основном растительноядным, рацион динозавра состоял преимущественно из папоротников. Вероятно мог также питаться крупными насекомыми и другими мелкими животными. Ведущий автор исследования, палеонтолог Музея естественной истории доктор Пол Барретт сказал, что «зубы нового динозавра являются самой удивительной его анатомической чертой — длинные, чуть изогнутые и с особыми прожилками на поверхности. Для нас было большой неожиданностью, что эти динозавры жили стадами. По-прежнему мы располагаем слишком небольшим количеством доказательств в пользу социальной активности динозавров, но те, что имеются, вполне убедительны».
Трёхмерная модель левой предчелюстной кости L. venezuelae показала необычную характеристику количества зубных канавок в количестве семи. Это число известно только у двух других примитивных тиреофор, таких как Huayangosaurus taibaii и Gargoyleosaurus parkpini. Это согласуется с общей тенденцией, о которой сообщалось в эволюции птицетазовых динозавров — потери предчелюстных зубов, что говорит о том, что L. venezuelae произошёл от предка, обладавшего большим количеством зубов.
Возраст окаменелостей L. venezuelae был оценён в 200 миллион лет — времена геттангского яруса нижней юры. В связи с этим, учёные отметили важность этого открытия, так как он стал редчайшим представителем птицетазовых, отделившихся от ящеротазовых практически сразу после появления динозавров (230 миллионов лет назад). Однако о первых тридцати миллионах лет истории птицетазовых до конца юрского периода мало что известно. Обнаружение L. venezuelae у экватора, проходящего тогда по территории Венесуэлы, опровергает гипотезу о том, что такие динозавры не могли жить в жарком тропическом климате.
Баррет отметил, что всегда «интересно открыть для себя новый вид динозавров, но особенно удивителен L. venezuelae, потому что есть всего три окаменелости динозавра, которые предшествовали ему. Он не только расширит ареал ранних динозавров, его возраст делает его важным для понимания их раннего развития и поведения. L. venezuelae жил после основного вымирания в конце триасового периода, 201 млн лет назад, показав, таким образом, быстрое возвращение динозавров в норму после этого события». Соавтор исследования, профессор Марсело Санчес-Вильягра добавил, что «ранняя история птицетазовых динозавров ещё очень неоднородна, так как было найдено мало из них. Этот ранний вид играет ключевую роль в нашем понимании эволюции, не только этой группы, но динозавров в целом». Предположительно, Laquintasaura были частью диеты Tachiraptor, найденного также в  геологической формации Ла-Кинта.

## Систематика
Филогенетический анализ проведенный Полом Барреттом и соавторами в 2014 году помещает L. venezuelae у основания древа птицетазовых динозавров. Согласно более поздним исследованиям, таксон может находиться у основания подотряда тиреофор, как родственный скутеллозавру. 